# Poltergeist – Die unheimliche Macht
Poltergeist – Die unheimliche Macht ist eine kanadisch-US-amerikanische Fernsehserie aus den Jahren 1996 bis 1999.

## Handlung
„Das Legat“ ist ein im 6. Jahrhundert in England gegründeter Geheimbund, der es sich zur Aufgabe gemacht hat, gefährliches Wissen und Artefakte zu sammeln und zu verwahren und die Menschheit vor dem Bösen und Übernatürlichen zu beschützen. In den meistens in sich abgeschlossenen einzelnen Folgen sind die Mitglieder des Legats mit Geistern, Dämonen und anderen paranormalen Erscheinungen konfrontiert.
Das Legat hat in vielen großen Städten „Häuser“. Die Serie spielt auf Angel Island in einem Herrenhaus, das man auch das San-Francisco-Haus nennt. Bis auf Rachel, eines der Legat-Mitglieder, wohnen die anderen Mitglieder auch dort. Bevor die Schauspieler gezeigt werden, spricht Derek, der Vorsitzende: „Seit Anbeginn der Zeit existierte die Menschheit zwischen der Welt des Lichts und der Welt der Finsternis. Unseren Geheimbund gibt es schon seit einer Ewigkeit. Er soll andere Menschen vor den Geschöpfen des Schattens und der Nacht beschützen. Nur die Eingeweihten kennen unseren richtigen Namen: ,Das Legat.'“ (Staffel 1) bzw. „Seit Anbeginn der Zeit hat der Mensch zwischen der Welt des Lichtes und der Welt der Finsternis existiert. Dieses Buch ist die Chronik der Arbeit unserer geheimen Gesellschaft, bekannt als ,Das Legat', geschaffen um die Unschuldigen vor den Geschöpfen zu schützen, die die Schatten und die Nacht bewohnen.“ (ab Staffel 2).

## Figuren
Dr. Derek Rayne (Derek de Lint) ist der Vorsitzende des Legats auf Angel Island in San Francisco, welches als philanthropisches Institut „Luna Foundation“ getarnt ist. Er ist ein brillanter Gelehrter. Derek besitzt französische Wurzeln und ist Doktor der Anthropologie und Theologie. Dereks Vater wurde von übernatürlichen Mächten getötet, als er noch ein Kind war. Deshalb ist er als Erwachsener in die Fußstapfen seines Vaters getreten.
Nick Boyle (Martin Cummins) ist ein ehemaliger Navy SEAL, der aus der Armee ausgetreten ist, nachdem bei einem Einsatz sein ganzes Team ums Leben kam. Er plagt sich seither mit Schuldgefühlen. Sein Vater, zu dem er nie ein gutes Verhältnis hatte, war ebenfalls Mitglied im Legat. Nick ist ein impulsiver Mensch, dies führt öfter zu Konflikten mit Derek, der bei seiner Arbeit eine methodische Vorgehensweise bevorzugt. Nick ist ein Experte für Waffen und ausgebildet im Kämpfen. Außerdem ist er der Sicherheitschef und ein erfahrener Ermittler.
Alexandra „Alex“ Moreau (Robbi Chong) besitzt übernatürliche Fähigkeiten. Sie arbeitet im Legat als Forscherin und Ermittlerin. Sie ist in der Lage, Informationen über Menschen oder Begebenheiten durch das Berühren von Gegenständen zu erfahren. Alex ist auch die Computerspezialistin. Derek war ihr Mentor im College. Diese Begegnung führte zu ihrer Arbeit im Legat.
Dr. Rachel Corrigan (Helen Shaver) ist Psychiaterin. Die Mitglieder des Legats retten sie in der ersten Folge der Serie. Derek ist von ihren Fähigkeiten und ihrer Charakterstärke sehr beeindruckt. Deshalb bietet er ihr an, im Legat mitzuarbeiten. Sie kümmert sich um die Opfer. Rachel ist Witwe und hat eine achtjährige Tochter namens Katherine „Kat“ (Alexandra Purvis). Neben ihrer Arbeit beim Legat arbeitet sie auch weiterhin als Psychiaterin und manchmal vermischen sich die Fälle.
Father Philip Callaghan (Patrick Fitzgerald) ist ein katholischer Priester aus Irland. Er ist ein mitfühlender Mensch, der glaubt, dass Tugendhaftigkeit und Glaube die effektivsten Waffen gegen das Böse sind. Er verlässt das Legat, nach der 1. Staffel, um wieder als Priester zu arbeiten.
Kristin Adams (Kristin Lehman) ist Anthropologin und will das Legat in Boston verlassen. Sie wird schließlich Mitglied im Legat in San Francisco und unterstützt die Gruppe bei deren Arbeit. Sie stirbt bei einem Einsatz.

## Auszeichnungen
- 1998: Gemini-Award-Nominierungen: Kim Coates als bester Gaststar in einer dramatischen Serie und zweimal für die besten visuellen Effekte.[1]

## DVD-Veröffentlichung
dtp entertainment und Breu Media brachten am 27. November 2012 die erste Staffel von Poltergeist – Die unheimliche Macht auf DVD heraus. Die sechs DVDs sind in deutscher Sprache, bisher gab es die Serie nur auf Englisch.